# Fource
Fource (Eigenschreibweise: FOURCE) war eine 2017 gegründete niederländische Boygroup, die aus den Sängern Max Mies (* 2003), Jannes Heuvelmans (* 2003), Niels Schlimback (* 2005) und Ian Kuyper (* 2004) besteht. Im Gründungsjahr gewannen sie das Junior Songfestival, das niederländische nationale Finale für den Junior Eurovision Song Contest 2017, und vertraten darauf ihr Land in Georgien mit der Nummer Love me. Seither haben sie zwei Alben und mehrere Singles veröffentlicht. Am 6. Juni 2022 gaben die Mitglieder bekannt, dass sich die Band mit dem Jahresende 2022 auflöst.

## Junior Songfestival
Die vier Jungen nahmen am Casting für das niederländische Junior Songfestival teil und hierbei zu einer Boygroup zusammengestellt. Am 15. Juni 2017 gab die Band ihren Namen FOURCE bekannt, der aus Vorschlägen von Fans ausgewählt wurde. Sie gewannen am 9. September 2017 das zweite Halbfinale mit einem Cover von There's nothing holdin' me back von Shawn Mendes. Im Finale am 16. September 2017 konnten sie die Jury mit einem Cover des September Song von JP Cooper überzeugen. Am 26. November 2017 vertrat Fource die Niederlande beim Junior Eurovision Song Contest 2017 in der georgischen Hauptstadt Tiflis mit dem Lied Love me. Sie erreichten den vierten Platz. Bei der Abstimmung der TV-Zuschauer erhielten sie sogar die meisten Punkte.

## Konzerte
Fource gab sein erstes großes Konzert am 9. Dezember 2018 im großen Saal des poppodium 013 in Tilburg. Im September 2019 gab es zwei Konzerte in The BOX in Amsterdam. Für April 2020 geplante Konzerte wurde auf Grund der Corona-Pandemie abgesagt. Die in der Rotterdam-Ahoy-Arena geplanten Konzerte konnten nach zweifachen verschieben im Mai 2021 unter Einhaltung besonderer Hygienemaßnahmen stattfinden. Im Sommer 2021 konnte auch die geplante Theatertour stattfinden, bei der Fource in 18 verschiedenen Theatersälen in den Niederlanden auftraten. Das geplante Weihnachtskonzert mit Symphonieorchester wurde von Dezember 2021 auf Dezember 2022 verschoben und stellte das letzte Konzert der Band dar. Zum Abschluss sangen sie noch einmal ihre erste Single Love me.

## Diskografie

### Alben
| Titel        | Erscheinungsdatum | Einzeltracks | Anmerkungen |
| ------------ | ----------------- | ------------ | ----------- |
| Blijf bij me | 09.12.2018        | 10           |             |
| 4X4          | 15.06.2020        | 16           |             |

### Singles
| Titel                                       | Erscheinungsdatum | Anmerkungen                                                            |
| ------------------------------------------- | ----------------- | ---------------------------------------------------------------------- |
| Love me                                     | 06.10.2017        | Beitrag Junior Eurovision Song Contest 2017                            |
| Ik heb de wereld                            | 02.03.2018        | Song zum Film Peter Hase (niederländische Version)                     |
| Voorbij                                     | 20.04.2018        | u. a. geschrieben durch Wudstik                                        |
| Youth                                       | 27.07.2018        | Original von Shawn Mendes                                              |
| Rise                                        | 24.08.2018        | Original von Jonas Blue                                                |
| Niemand                                     | 21.09.2018        |                                                                        |
| Kogelvrij                                   | 16.11.2018        |                                                                        |
| Afterparty                                  | 23.11.2018        | u. a. geschrieben durch Jannes Heuvelmans                              |
| Forever                                     | 30.11.2018        | in Zusammenarbeit mit Pieter Gabriel                                   |
| The Most Wonderful Time                     | 07.12.2018        | Original von Andy Williams                                             |
| Lopen op de maan                            | 04.01.2019        | Song zum Film Drachenzähmen leicht gemacht 3 (niederländische Version) |
| Feller dan het licht                        | 08.03.2019        |                                                                        |
| High Hopes                                  | 17.05.2019        | Original von Panic! at the Disco                                       |
| Zomerliefde                                 | 19.07.2019        |                                                                        |
| Over en uit                                 | 30.08.2019        | u. a. geschrieben durch Jannes Heuvelmans                              |
| 10,000 Hours                                | 20.12.2019        | Original von Dan + Shay & Justin Bieber                                |
| Sterren van de hemel                        | 28.02.2020        | u. a. geschrieben durch Jannes Heuvelmans                              |
| Sterren van de hemel (Pieter Gabriel remix) | 13.03.2020        | in Zusammenarbeit mit Pieter Gabriel                                   |
| It's Alright                                | 03.04.2020        | Original von East 17                                                   |
| Ga je mee                                   | 29.05.2020        |                                                                        |
| Samen alleen                                | 24.07.2020        | in Zusammenarbeit mit TOMMY                                            |
| Breathin                                    | 14.08.2020        | Original von Ariana Grande                                             |
| Niks meer van me aan                        | 04.09.2020        | geschrieben durch Stefania und Jannes Heuvelmans                       |
| Weg van jou                                 | 16.10.2020        | u. a. geschrieben durch Rein van Duivenboden                           |
| Weg van jou (Neil Alexander remix)          | 27.11.2020        | in Zusammenarbeit mit Nicolaas Käller                                  |
| Met niemand delen                           | 15.01.2021        | geschrieben durch Jannes Heuvelmans und Max Noijen                     |
| Met niemand delen (MEXNOIJAR remix)         | 12.02.2021        | in Zusammenarbeit mit Max Noijen                                       |
| Non-stop                                    | 26.03.2021        | u. a. geschrieben durch Jannes Heuvelmans                              |
| Love me (Akoestisch)                        | 30.07.2021        |                                                                        |
| A Million Dreams                            | 27.08.2021        | Original aus The Greatest Showman                                      |
| Realisatie                                  | 18.03.2022        | u. a. geschrieben durch Jannes Heuvelmans                              |

## Nominierungen und Auszeichnungen
| Jahr | Auszeichnung                   | Kategorie               | Resultat  |
| ---- | ------------------------------ | ----------------------- | --------- |
| 2018 | Zapp Award                     | Best Artist             | Gewonnen  |
| 2018 | Kids Top 20 Award              | Größter Star            | Gewonnen  |
| 2018 | VEED Award                     | Bester Instagrammer     | Nominiert |
| 2018 | Tina Award                     | Bestes Gesangstalent    | Nominiert |
| 2019 | Zapp Award                     | Best Artist             | Nominiert |
| 2019 | VEED Award                     | Bester Musik-Youtuber   | Nominiert |
| 2019 | Tina Award                     | Größtes Talent          | Nominiert |
| 2020 | Nickelodeon Kids’ Choice Award | Favo Ster NL            | Nominiert |
| 2020 | Tina Award                     | Größtes Talent          | Nominiert |
| 2021 | Nickelodeon Kids’ Choice Award | Beste Fan-Squad NL & BE | Gewonnen  |